# Fettsyrasyntes
Fettsyrasyntes eller lipogenes är kroppens process för att producera fettsyror från acetyl-CoA och malonyl-CoA. Fettsyrasyntes katalyseras av multi-enzymet fettsyrasyntas och sker framför allt i levern, men även till viss del i hjärnan och i bröstkörtlarna. Lipogenesen stimuleras av god tillgång på acetyl-CoA och NADPH, som genereras i glykolysen under god tillgång till glukos, exempelvis efter måltid.
1. Mitokondriellt acetyl-CoA (från glykolys, beta-oxidation, nedbrytning av vissa aminosyror samt nedbrytningen av ketonkroppar) reagerar med oxaloacetat och bildar därmed citrat som transporteras till cytosolen. (Detta sker vid höga citratkoncentrationer i mitokondrien, vilket sker då energibehovet i cellen är lågt. Höga ATP-nivåer hämmar enzymet isocitratdehydrogenas som annars hade metaboliserat citratet i citronsyracykeln.)
2. I cytosolen klyvs det av ATP-citratlyas tillbaka till acetyl-CoA och oxaloacetat.
3. Acetyl-CoA:t karboxyleras av acetyl-CoA-karboxylas till malonyl-CoA. Detta är en hastighetsbestämmande enzymatisk process som uppregleras av citratkoncentrationen i cytosolen, samt hämmas av fettsyre-CoA som bildats senare i lipogenesen. Denna reglering ser till att fettsyrasyntes bara sker då tillgången på energi är god, samt att inte överdriven fettsyrasyntes sker då fettsyrenivåerna är höga. Långsiktigt intag av stora mängder kaloririk föda kommer dock att uppreglera detta enzym genom att gentranskriptionen av acetyl-CoA-karboxylas ökar. Detta medieras indirekt av insulin som aktiverar ett protein kallat SREBP-1, som aktiverar transkriptionen. Denna uppreglering är en viktig komponent i utvecklingen av fetma, som bland annat kan anses som en effekt av de långvarigt höga insulinnivåerna.

Återstoden av fettsyrasyntesen medieras av enzymkomplexet fettsyrasyntas:
1. Först binder 1 acetyl-CoA till thiolgrupp på enzymet varpå CoA spjälkas av.
2. Malonyl-CoA binder till annan, närbelägen thiolgrupp på enzymet, varpå CoA spjälkas av.
3. Karboxylgruppen på malonylet spjälkas av som CO2, acetylgruppen fäster sig på malonylgruppen.
4. NADPH + H+ reducerar yttre ketogruppen till en hydroxylgrupp.
5. Dehydrering av hydroxylgruppen skapar dubbelbindning mellan alfa- och betakolet.
6. NADPH + H+ reducerar dubbelbindningen till en enkelbindning.
7. Fettsyrathioestern flyttas till andra tiolen på enzymet, så att en ny acetyl-CoA kan binda in.

Steg 2-7 repeteras tills fullständig längd (16c) har uppnåtts. Enzymet slutar arbeta vid när kolkedjan är 16 kolatomer lång, det vill säga när palmitinsyra bildats. Kedjan förlängs inte mer än så i denna process, men kan förlängas ytterligare i endoplasmatiska retiklet och i mitokondrierna. Detta sker bland annat i hjärnan, och är viktigt för att syntetisera lipider som används i uppbyggandet av cellmembran i centrala nervsystemet. Det NADPH som krävs i syntesen kommer framför allt från pentosfosfatvägen.

## Omättade fettsyror
På grund av dess dubbelbindningar genomgår omättade fettsyror annorlunda syntes. De syntetiseras genom desaturaser i endoplasmatiska retiklet, som oxiderar en enkelbinding så att en dubbelbindning skapas. Detta kan dock ske på max 10 kolatomers avstånd från karboxyländen, vilket medför att kroppen inte själv kan syntetisera ett antal omättade fettsyror. Dessa utgör de så kallade essentiella fettsyrorna som linolensyra och linolsyra.